# 9356 Elineke
9356 Elineke este un asteroid din centura principală de asteroizi.

## Descriere
9356 Elineke este un asteroid din centura principală de asteroizi. A fost descoperit pe 30 decembrie 1991 la Observatoire de Haute-Provence de Eric Walter Elst. Asteroidul prezintă o orbită caracterizată de o semiaxă mare de 2,62 ua, o excentricitate de 0,10 și o înclinație de 14,0° în raport cu ecliptica.